# János Derzsi
Dans le nom hongrois Derzsi János, le nom de famille précède le prénom, mais cet article utilise l’ordre habituel en français János Derzsi, où le prénom précède le nom.
János Derzsi, né le 20 avril 1954  à Nyírábrány, est un acteur hongrois.

## Biographie
János Derzsi est diplômé de l'École supérieure d'art dramatique et cinématographique (Színház- és Filmművészeti Főiskola) de Budapest en 1982.

## Filmographie partielle
Derzsi est apparu dans dix-huit films depuis 1979 dont :
- 1980 : Narcisse et Psyché  (Nárcisz és Psyché) de Gábor Bódy
- 1985 : Almanach d'automne de Béla Tarr
- 1989 : Laurin de Robert Sigl
- 1993 : Whoops de Gyula Maár
- 1994 : Le Tango de Satan (Sátántangó) de Béla Tarr
- 1998 : Passion
- 2000 : Werckmeister Harmonies
- 2003 : A Long Weekend in Pest and Buda de Károly Makk
- 2007 : Le Voyage d'Iska de Csaba Bollók
- 2007 : L'Homme de Londres de Béla Tarr
- 2011 : Le Cheval de Turin de Béla Tarr
- 2013 : Le Grand Cahier (A nagy füzet) de János Szász